# Davide Bonora
Pour les articles homonymes, voir Bonora.
Davide Bonora, né le 5 février 1973 à Bologne, en Italie, est un joueur italien de basket-ball, évoluant au poste de meneur.

## Carrière

### Palmarès
- Vainqueur de l'euroligue 2000-2001
- Vainqueur de la Coupe Saporta 1999 (Benetton Trévise)
- Champion d'Italie 1997 (Benetton Trévise) et 2001 (Kinder Bologne)
- Vainqueur de la Coupe d'Italie 2001 et 2002 (Kinder Bologne)
- Vainqueur de la supercoupe d'Italie 1997 (Benetton Trévise)
- Finaliste du championnat d'Europe 1999